# Catetă

Imaginea unui triunghi dreptunghic particular având două catete egale (triunghi dreptunghic isoscel). Catetele sunt egale cu unitatea, iar ipotenuza este egală, conform teoremei lui Pitagora, cu 2^{1/2}=1,414...

Catetă este un termen matematic care desemnează una din cele două laturi care formează unghiul drept al unui triunghi dreptunghic.
Într-un triunghi dreptunghic, pătratul lungimii unei catete este egal cu produsul intre lungimea ipotenuzei și lungimea proiecției pe ipotenuză a respectivei catete (Teorema catetei). Conform teoremei lui Pitagora, suma pătratelor lungimilor catetelor este egală cu pătratul lungimii ipotenuzei; ca o consecință, în orice triunghi dreptunghic dintr-un plan euclidian, orice catetă a unui triunghi dreptunghic este mai scurtă decât ipotenuza respectivului triunghi.